# آدام لوین
آدام نوآه لوین (به انگلیسی: Adam Noah Levine) متولد (۱۸ مارس ۱۹۷۹) یک خواننده، ترانه‌سرا، آهنگساز و بازیگر اهل ایالات متحده آمریکا است. او خوانندهٔ اصلی گروه موسیقی پاپ راک مارون ۵ و از مربیان سابق مسابقهٔ د ویس (به انگلیسی: The Voice) در آمریکا است.

## زندگی شخصی
او در لس آنجلس متولد شده‌است و فرزند پاتسی نوآه و فرد لوین است. پدر او از خانواده‌ای یهودی و مادر بزرگش از مسیحیان پروتستان می‌باشد. در سال ۲۰۱۳ آدام لوین در توییتی ضمن تبریک کریسمس، اعلام کرد که خود را یهودی می‌داند دایی او تیموتی نوآه روزنامه‌نگار و نویسنده است. او دارای یک برادر، مایکل، و خواهر، جولیا میلن است. شریک زندگی آدام بهاتی پرینسلو است. آنها در ۱۹ ژوئیه ۲۰۱۴ ازدواج کردند و در ۲۱ سپتامبر ۲۰۱۶ اولین فرزند آنها داستی رز نوآه لوین به دنیا آمد. دختر دوم آنها در سال ۲۰۱۸ به دنیا آمد.